# Jiří Ammer
Jiří Ammer (24 marzo 1942) è un ex cestista e allenatore di pallacanestro cecoslovacco.

## Carriera
Con la Cecoslovacchia ha disputato i Campionati mondiali del 1970 e tre edizioni dei Campionati europei (1965, 1967, 1969).

## Palmarès

### Giocatore
- Campionato cecoslovacco: 5

Slavia VŠ Praga: 1964-65, 1965-66, 1968-69, 1970-71, 1971-72
- Coppa delle Coppe: 1

Slavia VŠ Praga: 1968-69